# Шик, Сергей Михайлович
Сергей Михайлович Шик (7 августа 1922 — 15 января 2018) — советский геолог, заместитель председателя Бюро Комиссии по изучению четвертичного периода, член бюро Межведомственного стратиграфического комитета (МСК), сопредседатель Региональной межведомственной стратиграфической комиссии (РСМК) по центру и югу Русской платформы. Крупнейший специалист по геологии стратиграфии и палеогеографии четвертичного периода Европейской части России.

## Биография

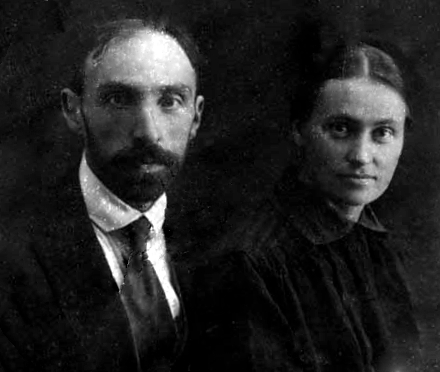
Родители Михаил Владимирович и Наталия Дмитриевна, 1920-е года

Родился 7 августа 1922 года в городе Сергиев (современный Сергиев Посад), Московской области в семье литераторов Михаила Владимировича Шика (1887—1937; в 1918 году принял православие, с 1926 года священник) и Наталии Дмитриевны (1890—1942; дочь князя Д. И. Шаховского). Был старшим из пятерых детей. Отец был репрессирован и расстрелян на Бутовском полигоне 27 сентября 1937 года.
Семья в 1931 году переехала из Москвы в город Малоярославец.
В 1939 году, окончил с отличием среднюю школу и поступил на геолого-почвенный факультет МГУ.
Летом 1942 года работал в экспедиции на границе Казахстана и Оренбургской области, затем переехал в город Свердловск, куда эвакуировали МГУ. Весной 1943 года вернулся в Москву из эвакуации.
В 1943 году был призван в красную армию, учился в Тульском пулемётном училище, затем окончил годичный курс в Московском военно-инженерном училище.
В 1944 году был направлен на должность командира взвода авиации дальнего действия на аэродром под городом Минск. До 1946 года служил в батальоне аэродромного обслуживания на территории Белоруссии и Польши.
В в 1947 году окончил МГУ.
Принял участие в проведении среднемасштабных геологических съёмок Рязанской, Калужской, Брянской и Смоленской областей. Был начальником картосоставительской партии, руководил подготовкой к изданию геологических карт.
С 1954 года участвовал во всех совещаниях по изучению четвертичного периода.
С 1961 года работал в Геологическом управлении центральных районов (ГУЦР) РСФСР — геологом, начальником партии, главным геологом геолого-съемочной экспедиции ГУЦР.
В 1972—1983 годах — главный геолог Московской комплексной геологоразведочной экспедиции.
В 1974 году защитил кандидатскую диссертацию в Геологическом институте АН СССР по теме «Рославльские межледниковые отложения центральной части Русской платформы».
В 1983—2002 годах работал начальником Стратиграфической партии. Долгое время был главным геологом Управления «Центр геологии», работал в Аэрогеологии.
Организовывал подмосковные геологические экскурсии 8 Международного конгресса по карбону (1975), 11 конгресса INQUA (1982) и 27 сессии Международного геологического конгресса (1984). Организовывал экскурсии совещаний по краевым ледниковым образованиям: Смоленск (1964), Воронеж (1985).
Руководил подготовкой разделов «Четвертичная геология» в «Российской угольной энциклопедии» (2004—2007) и в «Российской геологической энциклопедии».
Скончался 15 января 2018 года в Москве.

## Семья
Дед — купец третьей гильдии Вольф Меерович Шик (1861—1938), уроженец Шклова; бабушка — Гизелла Яковлевна Шик (в девичестве Егер, 1866—1952).
Тётя — Шаховская, Анна Дмитриевна — геолог (1889—1959)
- сестра — Шик, Мария Михайловна (1924—2014) — микробиолог.
- сестра — Шик, Елизавета Михайловна (1926—2014) — геолог[5]
- брат — Дмитрий Михайлович Шаховской (1928—2016) — скульптор.
- младший брат — Шаховской, Николай Михайлович (1931—2005) — астроном[6]

Жена (с 1942 года) — Сусанна Яковлевна Гоффеншефер — геолог. Двое детей.

## Награды, звания и премии
- Медаль «За победу над Германией»
- Орден «Знак Почёта»
- Звание «Почетный разведчик недр»
- Звание «Заслуженный разведчик недр»

## Членство в организацих
- Комиссия по изучению четвертичного периода
- Региональная межведомственная стратиграфическая комиссия по центру и югу Русской платформы